# JUJU BEST VIDEO CLIPS
『JUJU BEST VIDEO CLIPS』(ジュジュ・ベスト・ビデオ・クリップス)は、JUJUの映像作品

## 解説
自身初のビデオ・クリップ集となり、自身のデビュー10周年を記念しての企画リリースの第9弾として、発売され、DVD、Blu-rayにいずれもCDが付属された2形態での発売となった。
2004年発売のデビュー・シングル「光の中へ」から、2015年発売の28thシングル「Hold me, Hold you」までのシングルのビデオ・クリップと、2014年発売のカバー・アルバム『Request II』収録の「ANNIVERSARY」のビデオ・クリップが収録されており、付属のCDには、これまでに行われたライブの中から選ばれたライブ音源が収録されている。
唯一のMV集でもあり稀少品の為か現在、中古市場・ネットオークションなどでは、定価以上での値段で取引されている。
続編として今作以降にリリースされた楽曲のMV（2015年 - 2020年）は、2020年にリリースされたオールタイム・ベストアルバム『YOUR STORY』初回生産限定盤の特典DVDに収録されている。

## 収録曲
- Blu-rayの方は一枚に収録されている。

### Disc.1 (DVD)
1. 光の中へ
2. CRAVIN'
3. 奇跡を望むなら...
4. 奇跡を望むなら... -ノベルクリップver.-
5. Open Your Heart 〜素顔のままで〜
6. ナツノハナ
7. Wish for snow
8. My Life
9. 素直になれたら JUJU feat. Spontania
10. やさしさで溢れるように
11. 明日がくるなら JUJU with JAY'ED
12. PRESENT
13. 桜雨
14. READY FOR LOVE
15. Trust In You
16. Hello, Again 〜昔からある場所〜 (Straight Cover)
17. Hello, Again 〜昔からある場所〜 (Ballad ver.)
18. この夜を止めてよ

### Disc.2 (DVD)
1. さよならの代わりに
2. また明日...
3. YOU
4. BELOVED
5. Lullaby Of Birdland
6. みずいろの影
7. sign
8. ただいま
9. ありがとう
10. Dreamer
11. Distance
12. 守ってあげたい
13. Door
14. Hot Stuff
15. ラストシーン
16. ANNIVERSARY
17. Hold me, Hold you

### Disc.3 (CD)
1. 奇跡を望むなら... 【JUJU BEST STORY ARENA TOUR 2013】
2. 空 【JUJU LIVE TOUR 2011 ～YOU～】
3. 素直になれたら 【JUJU BEST STORY ARENA TOUR 2013】
4. ナツノハナ 【JUJU BEST STORY ARENA TOUR 2013】
5. 願い 【JUJU LIVE TOUR 2011 ～YOU～】
6. sign【JUJU BEST STORY ARENA TOUR 2013】
7. この夜を止めてよ 【JUJU LIVE TOUR 2011 ～YOU～】
8. また明日... 【JUJU BEST STORY ARENA TOUR 2013】
9. YOU 【JUJU HALL TOUR 2014 ～DOOR～】
10. ありがとう　【ジュジュ苑全国ツアー2012 at 日本武道館】
11. 守ってあげたい　【JUJU HALL TOUR 2014 ～DOOR～】
12. やさしさで溢れるように 【JUJU BEST STORY ARENA TOUR 2013】